# Czechów (województwo lubuskie)
Czechów (niem. Zechow) – wieś w Polsce położona w województwie lubuskim, w powiecie gorzowskim, w gminie Santok.
W latach 1975–1998 miejscowość administracyjnie należała do województwa gorzowskiego.

## Położenie i warunki geograficzne
Wieś w dolinie Warty, na wschodnich rogatkach Gorzowa Wielkopolskiego i 6 km na zachód od Santoka. Starsza część wsi położona jest w wąwozie wyżłobionym w wysokiej krawędzi Równiny Gorzowskiej. Z okolicznych wzgórz rozciągają się rozległe widoki na rozlewiska Warty. Przez Santok prowadzą turystyczne szlaki piesze, rowerowe i wodne.

## Historia
W średniowieczu istniał tu gród obronny, według legendy nazwa wsi wywodzi się od osiedlonych tu Czechów, tworzących załogę grodu i sprowadzonych przez Mieszka I. Pierwsza wzmianka pisemna o wsi pochodzi z 1238 r., gdy Władysław Odonic przekazał ją templariuszom. Od 1345 r. osada stanowiła własność Landsberga (Gorzowa Wielkopolskiego).
W 1763 r. wzniesiono w Czechowie szachulcową świątynię. Po pożarze wsi w 1834 r. odbudowano ją w stylu neogotyckim.

## Zabytki
Do wojewódzkiego rejestru zabytków wpisany jest:
- kościół ewangelicki, obecnie rzymskokatolicki fil. pw. MB Królowej Polski, neogotycki z 1850 r.

inne zabytki:
- ruina wiatraka holenderskiego z 1843 r.
- resztki betonowych bunkrów, wzniesionych w 1936 r. i stanowiących południową część odcinka Wału Pomorskiego (Die Pommernstellung) – Linii Noteci (Netzestellung) znajdują się w Czechowie i przy drodze do sąsiednich Górkach. Od 2007 roku grupa ludzi opiekuje się jednym z obiektów i go odrestaurowuje[6].

## Komunikacja
- Wieś połączona jest z Gorzowem Wielkopolskim linią MZK:
- 122 Os. Staszica – Czechów (tylko wybrane kursy we wszystkie dni tygodnia, większość kursów realizowanych jest tylko do pętli Warszawska w Gorzowie Wielkopolskim)
- przez miejscowość przebiega linia kolejowa 203 Kostrzyn - Tczew, jednak pociągi nie zatrzymują się. Kolejowy przystanek osobowy został zawieszony w 1997 roku.